# Walter Stoltze
Walter Stoltze (* 1904; † 8. November 1969) war ein deutscher Radballspieler.
Die ersten Wettkämpfe bestritt Walter Stoltze zusammen mit dem Erfurter Kurt Aderhold. Seine größten Erfolge erspielte er zusammen mit seinem drei Jahre älteren Bruder Georg Stoltze. So wurden beide 1924 deutscher Meister und erreichten in den drei Folgejahren den zweiten Platz, jeweils hinter Gustav Koeping/W. Schulz vom RV Falke Hamburg-Stellingen.
1928 gewannen die beiden Brüder in Zürich die erste ausgetragene Europameisterschaft für Radballer, ein Jahr später in Strasbourg erreichten sie den zweiten Platz.
Weitere Partner von Walter Stoltze waren Ludwig Lohfeld und Franz Hornung.
Stoltze war einer der Mitorganisatoren der Ostzonenmeisterschaft 1948. Mit seinem Bruder Georg belegte er den zweiten Platz und unterlag erst im Entscheidungsspiel Lindner/Rudolph.
Nach seiner aktiven Karriere engagierte sich Stoltze im Nachwuchsbereich und betätigte sich als Kampf- und Schiedsrichter.  
1964 erhielt er die Goldene Ehrennadel des DRSV. Sein Neffe war der Radrennfahrer Georg Stoltze.